# X less force 〜JAM Project BEST COLLECTION XI〜
『X less force 〜JAM Project BEST COLLECTION XI〜』（タイムレスフォース〜ジャム・プロジェクト・ベスト・コレクション・イレブン〜）は、JAM Projectの11枚目のベストアルバム。2015年6月17日にLantisから発売された。

## 概要
前作『X cures Earth 〜JAM Project BEST COLLECTION X〜』からほぼ1年振りにリリースされた。

## 収録曲
1. Unlimited Force [3:58]
作詞・作曲：影山ヒロノブ、編曲：寺田志保・栗山善親
2. Rebellion 〜反逆の戦士達〜 [4:40]
作詞・作曲：影山ヒロノブ、編曲：寺田志保・栗山善親
  - PS3&PS Vita『第3次スーパーロボット大戦Z 時獄篇』オープニングテーマ
3. Maverick 〜覚醒されし獣〜 [4:59]
作詞・作曲：影山ヒロノブ、編曲：須藤賢一
  - テレビ東京系アニメ『ノブナガ・ザ・フール』挿入歌
4. 雷牙 〜Tusk of thunder〜 [4:14]
作詞・作曲：影山ヒロノブ、編曲：須藤賢一
  - テレビ東京系ドラマ『牙狼＜GARO＞ -魔戒ノ花-』第2クールオープニングテーマ
5. Generation! [3:51]
作詞：影山ヒロノブ、作曲：きただにひろし、編曲：鈴木マサキ
  - テレビ東京系アニメ『カードファイト!! ヴァンガードG』オープニングテーマ
6. 灼熱の咆哮 〜 Legend of GAMERA 〜 [4:54]
作詞・作曲：きただにひろし、編曲：須藤賢一
  - 『CRガメラ』主題歌
7. WANDERERS [5:25]
作詞：奥井雅美、作曲：きただにひろし、編曲：鈴木マサキ
8. Breakthrough [4:08]
作詞・作曲：影山ヒロノブ、編曲：須藤賢一
  - テレビ東京系アニメ『ノブナガ・ザ・フール』第2クールオープニングテーマ
9. BUDDY IN SOUL [4:25]
作詞：奥井雅美、作曲：ヒカルド・クルーズ・きただにひろし、編曲：須藤賢一・JAM Project（影山ヒロノブ・遠藤正明・きただにひろし・奥井雅美・福山芳樹・ヒカルド・クルーズ）
  - パチンコ『海猿』テーマソング
10. ZERO-BLACK BLOOD- [4:18]
作詞：奥井雅美、作曲：きただにひろし、編曲：鈴木マサキ
  - 東北新社配給映画『絶狼＜ZERO＞ -BLACK BLOOD-』オープニングテーマ
11. PRAY FOR YOU [5:06]
作詞・作曲：奥井雅美、編曲：寺田志保
  - PS3&PS Vita『第3次スーパーロボット大戦Z 時獄篇』エンディングテーマ
12. Rescue mission [4:13]
作詞：きただにひろし・奥井雅美、作曲：きただにひろし、編曲：鈴木マサキ
  - パチンコ『海猿』テーマソング
13. 炎ノ刻印-DIVINE FLAME- [4:20]
作詞：奥井雅美、作曲：きただにひろし、編曲：須藤賢一
  - テレビ東京系アニメ『牙狼＜GARO＞ -炎の刻印-』第1クールオープニングテーマ
14. 任務遂行! [4:12]
作詞・作曲：きただにひろし、編曲：鈴木マサキ
  - パチンコ『海猿』テーマソング
15. my memory, your memory [5:33]
作詞・作曲：奥井雅美、編曲：寺田志保・栗山善親
  - テレビ東京系ドラマ『牙狼＜GARO＞ -魔戒ノ花-』第2クールエンディングテーマ